# Hedriodiscus punctifer
Hedriodiscus punctifer är en tvåvingeart som först beskrevs av Jacques-Marie-Frangile Bigot 1879.  Hedriodiscus punctifer ingår i släktet Hedriodiscus och familjen vapenflugor. Inga underarter finns listade i Catalogue of Life.